# Contea di Huocheng
La contea di Huocheng (霍城县S, Huòchéng XiànP) è una contea della Cina, situata nella regione autonoma di Xinjiang e amministrata dalla prefettura autonoma kazaka di Ili.